# Vittorio Jano
Vittorio Jano (madžarsko János Viktor), italijanski avtomobilski inženir madžarskega rodu, * 22. april 1891, San Giorgio Canavese, Piemont, Italija, † 13. marec 1965, Torino.
Jano se je prvič zaposlil v rodnem kraju pri Rapidu, ki je bil v lasti tovarne Ceirano GB & C, leta 1911 pa pri Fiatu, kjer je delal pod vodstvom Luigija Bazzija. Leta 1923 se je skupaj z Bazzijem preselil k Alfi Romeo, kjer je dizajniral uspešen dirkalnik Alfa Romeo P2, ki je v sezoni 1925 osvojil Svetovno konstruktorsko prvenstvo, skupno dosegel petnajst zmag, v njem pa se je tudi smrtno ponesrečil Antonio Ascari. Ker Alfa Romeo ni več želela nastopati z dirkalnikom, ga je prevzela Scuderia Ferrari Enza Ferrarija. Leta 1929 je dizajniral športni dirkalnik 1750 Sports in Alfa Romeo P3, ki je eden najuspešnejših dirkalnikov vseh časov. Z njim je Tazio Nuvolari osvojil naslov evropskega prvaka v sezoni 1932, ob tem pa je zabeležil kar šestinštirideset zmag. Lahko bi jih še več, toda Alfa Romeo skoraj leto dni po svojem umiku z dirk ni pustilo Ferrariju nastopati s P3. 
Po Drugi svetovni vojni je Jano prestopil k moštvu Lancia, kjer je dizajniral dirkalnik Lancia D50, toda po smrtni nesreči Alberta Ascarija in tragediji na dirki za 24 ur Le Mansa, se je Lancia umaknila iz motošporta. Ferrari je prevzel tako dirkalnike, kot tudi osebje vključno z Janom. Za Ferrari je dizajniral motorja V6 in V8, ki sta zamenjala pred tem standardni motor V12. Podobno kot Enzo Ferrari, je tudi Jano izubil sina leta 1965, kasneje istega leta je po bolezni storil samomor. 